# 顾宜孙
顾宜孙（1897年—1968年），男，江苏南汇（今属上海）人，中国结构工程专家、教育家，曾任第二、三届全国政协委员。